# Stella delle Isole Salomone
La Stella delle Isole Salomone è un'onorificenza delle Isole Salomone.

## Storia
L'onorificenza è stata fondata nel 1981.

## Assegnazione
L'onorificenza viene assegnata per grandi contributi, dedizione nel tempo, energie e risorse per promuovere il benessere della popolazione delle Isole Salomone e dà diritto al post nominale SSI.

## Insegne
- Il nastro è per un terzo blu, un terzo giallo e un terzo verde.